# Филип VI фон Фалкенщайн
Филип VI фон Боланден-Фалкенщайн (на немски: Philipp VI von Bolanden-Falkenstein; Philipp der Jüngere (der Ältere) von Falkenstein; * ок. 1320, Фалкенберг; † между 24 март 1370 и 6 август 1373, замък Райфенберг) е господар на Фалкенщайн, Боланден и замък Фалкенщайн в Пфалц и на господствата Кьонигщайн и Мюнценберг.

## Произход и управление
Той е син на Куно II фон Фалкенщайн-Мюнценберг († 14 май 1333) и първата му съпруга графиня Анна фон Насау-Хадамар († 1329), дъщеря на граф Емих I фон Насау-Хадамар († 1334) и Анна фон Цолерн-Нюрнберг († 1355). Внук е на Филип III фон Фалкенщайн-Мюнценберг († 1322), и втората му съпруга Лукард фон Изенбург-Бюдинген († 1309). Сестра му Луитгард (Лукард) се омъжва за граф Емих VI фон Лайнинген-Хартенбург († 1381).
Филип VI се нарича на своята главна резиденция, замък Кьонигщайн. Той има конфликт със съседите си, господарите на Райфенберг, които го обсаждат в замък Кьонигщайн. Филип бяга със синовете си, но пада от коня си и е заловен. Той умира след осем дена в плен в замък Райфенберг. Синовете му също са пленени и купуват свободата си с 10 500 гулдена. 

## Фамилия
Първи брак: на 12 декември 1338 г. с Анна фон Катценелнбоген († 1353), вдовица на Йохан II фон Изенбург-Лимбург (* ок. 1315; † 21 август 1336), дъщеря на граф Вилхелм I фон Катценелнбоген († 1331) и Аделхайд фон Валдек († 1329). Те имат една дъщеря:
- Анна († 1420), омъжена I. на 6 август 1374 г. за граф Готфрид фон Ринек († 1389); II. на 28 август 1390 г. за граф Гюнтер XXVII фон Шварцбург († 1397/1399)

Втори брак: с Агнес фон Изенбург-Браунсберг, дъщеря на граф Вилхелм фон Изенбург-Вид († 1383) и първата му съпруга Агнес фон Фирнебург. Бракът е бездетен.
Трети брак: през 1353 г. с Агнес фон Фалкенщайн-Мюнценберг (* ок. 1337; † 28 септември 1380), дъщеря на Филип V фон Фалкенщайн-Боланден († 1365/1343) и Елизабет фон Ханау († 1389). Те имат децата:
- Филип VIII фон Фалкенщайн († 1407), женен пр. 16 октомври 1380 г. за Елизабет фон Епенщайн (* ок. 1380; † 1422), дъщеря на Еберхард I фон Епщайн
- Вернер фон Фалкенщайн († 4 октомври 1418), архиепископ и курфюрст на Трир (1388 – 1418)
- Улрих фон Фалкенщайн († сл. 1379), домхер и архидякон в Трир
- Куно фон Фалкенщайн († 1402), свещеник в Кобленц
- Луитгард (Лукарда) (* ок. 1357; † 1391), наследничка на господствата Кьонигщайн и Мюнценберг, омъжена сл. 1376 г. за Еберхард I фон Епщайн († 1391)
- Агнес (* ок. 1358; † 1409), омъжена пр. 11 юни 1375 г. за граф Ото I фон Золмс-Браунфелс († 1410)